# 2034년 동계 패럴림픽
2034년 동계 패럴림픽은 2034년 3월에 미국 솔트레이크시티에서 개최될 예정인 제16회 동계 패럴림픽이다.

## 참가국
개최국인 미국을 제외하고 아직 참가국이 확정되지 않았다.
- 미국 (개최국)

## 같이 보기
- 2034년 동계 올림픽

| 동계 패럴림픽 |                                          |           |
| 이전 대회     | 2034년 동계 패럴림픽 솔트레이크시티 2034 | 다음 대회 |
| 알프스 2030   | 2034년 동계 패럴림픽 솔트레이크시티 2034 | 2038      |